# Раб (остров)
Раб (хорв. Rab, итал. Arbe) — остров в Адриатическом море в северной части Хорватии, возле далматинского побережья в заливе Кварнер. На острове расположен одноимённый город.

## География

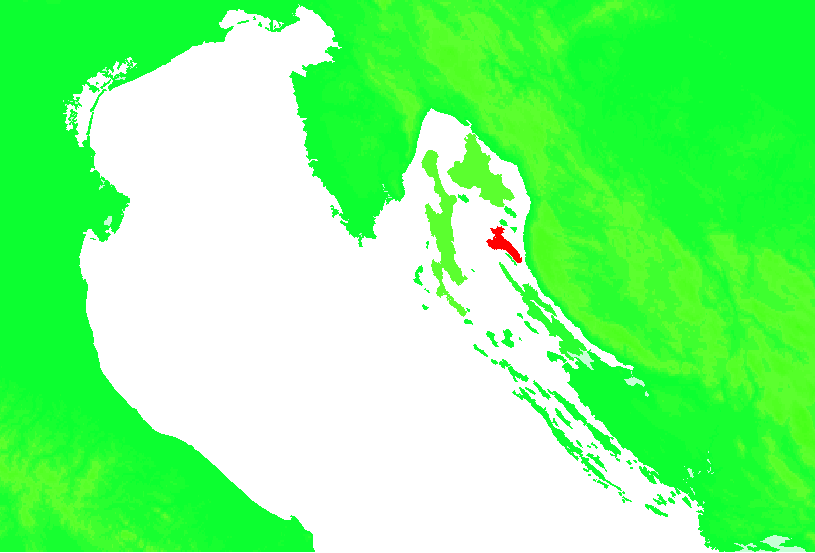
Карта острова Раб

Площадь острова — 90,84 км², длина — 22 км, население — 9480 человек (2001). Высочайшая точка — Каменяк (410 м).
Остров Раб отделён проливами от островов Црес, Крк, Паг, а также от материкового побережья. Связан с материком регулярными паромными переправами (Мишняк — Стиница) и пассажирским катамараном Риека — Раб — Новалья (о. Паг).
Самые большие населённые пункты — Раб (554 жителя), Лопар (1200) и Барбат (1050). Город Раб расположен в центральной части острова.

## История
Поселение на месте нынешнего города Раб было основано ещё иллирийцами в IV веке до н. э. С III века до н. э. по VI век н. э. оно принадлежало Римской империи и называлось «счастливым» (Felix Arba). Во времена императора Августа превратилось в укреплённый порт. Согласно преданию, в 301 году выходец с острова каменотёс Марино, спасаясь от преследования христиан, основал республику Сан-Марино, существующую и по сей день.
В средние века Раб принадлежал Византии, затем был частью сначала хорватского, а затем венгерско-хорватского королевства. В 1412 г. вместе с большей частью Далмации перешёл Венеции. После падения Венецианской республики в 1797 году, остров отошёл Австрии. В 1918—1921 г. остров оккупировали итальянцы, после Первой мировой войны он стал частью Югославии. Во время Второй мировой войны остров был вновь занят итальянцами. Фашисты организовали на Рабе концентрационный лагерь, в котором в 1942 и 1943 г. было уничтожено более тысячи человек. По окончании войны остров стал частью СФРЮ. После распада последней в 1990 г. остров — часть независимой Хорватии.

## Достопримечательности
- Раб — небольшой город, расположенный на длинной и узкой косе. Как и город Паг, в Средние века город был перестроен по чертежам Юрая Далматинца. Среди множества старинных зданий города выделяются четыре романские колокольни разных периодов, бенедиктинский монастырь XI века, церковь св. Марии (XIII век).
- Лопар — посёлок в северной части острова. По традиции считается местом рождения Марина, основателя республики Сан-Марино. Церковь св. Марии (XV век).
- Супетарска Драга — деревня в северной части острова на берегу живописной бухты. В деревенской церкви — самый старинный колокол Адриатики, датируемый 1059 годом.